# Episodi di Ragnarok (prima stagione)
La prima stagione della serie televisiva Ragnarok, composta da 6 episodi, è stata resa interamente disponibile sul servizio di streaming on demand Netflix il 31 gennaio 2020.
| nº | Titolo originale           | Titolo italiano         | Pubblicazione   |
| -- | -------------------------- | ----------------------- | --------------- |
| 1  | Ny Gutt                    | Nuovo arrivato          | 31 gennaio 2020 |
| 2  | 541 Meter                  | 541 metri               | 31 gennaio 2020 |
| 3  | Jutulheim                  | Jutulheim               | 31 gennaio 2020 |
| 4  | Ginnungagap                | Ginnungagap             | 31 gennaio 2020 |
| 5  | Atomnummer 48              | Numero atomico 48       | 31 gennaio 2020 |
| 6  | Ja, vi elsker dette landet | Sì, amiamo questo paese | 31 gennaio 2020 |